# آزمایشگاه ابوت
آزمایشگاه‌های ابوت (به انگلیسی: Abbott Laboratories) شرکت صنایع دارویی آمریکایی است، که در زمینه داروسازی و داروشناسی، ارائه خدمات مراقبت‌های بهداشتی، تولید مکمل‌های غذایی و محصولات بیوتکنولوژی، همچنین ساخت تجهیزات پزشکی فعالیت می‌کند.
شرکت ابوت در سال ۱۸۸۸ توسط والاس ابوت در شهر ریونس‌وود، شیکاگو تأسیس شد و امروزه دارای بیش از ۱۰۷ هزار نفر کارمند در ۱۳۰ کشور جهان می‌باشد. دفتر مرکزی این شرکت در ابوت پارک، لیک بلاف، ایلینوی قرار دارد و بخشی از سهام آن در بازار بورس نیویورک معامله می‌شود.

## تاریخچه
والاس ابوت که به مدت سی سال پزشک تجربی بوده است، در سال ۱۸۸۸، در داروخانه‌‌اش در شیکاگو شروع به تولید قرص‌های آلکالوئیدی کرد که حاوی مواد مؤثره از گیاهان دارویی بود. در اولین سال تولید فروش او به ۲۰۰۰ دلار رسید.